# Padrenuestro

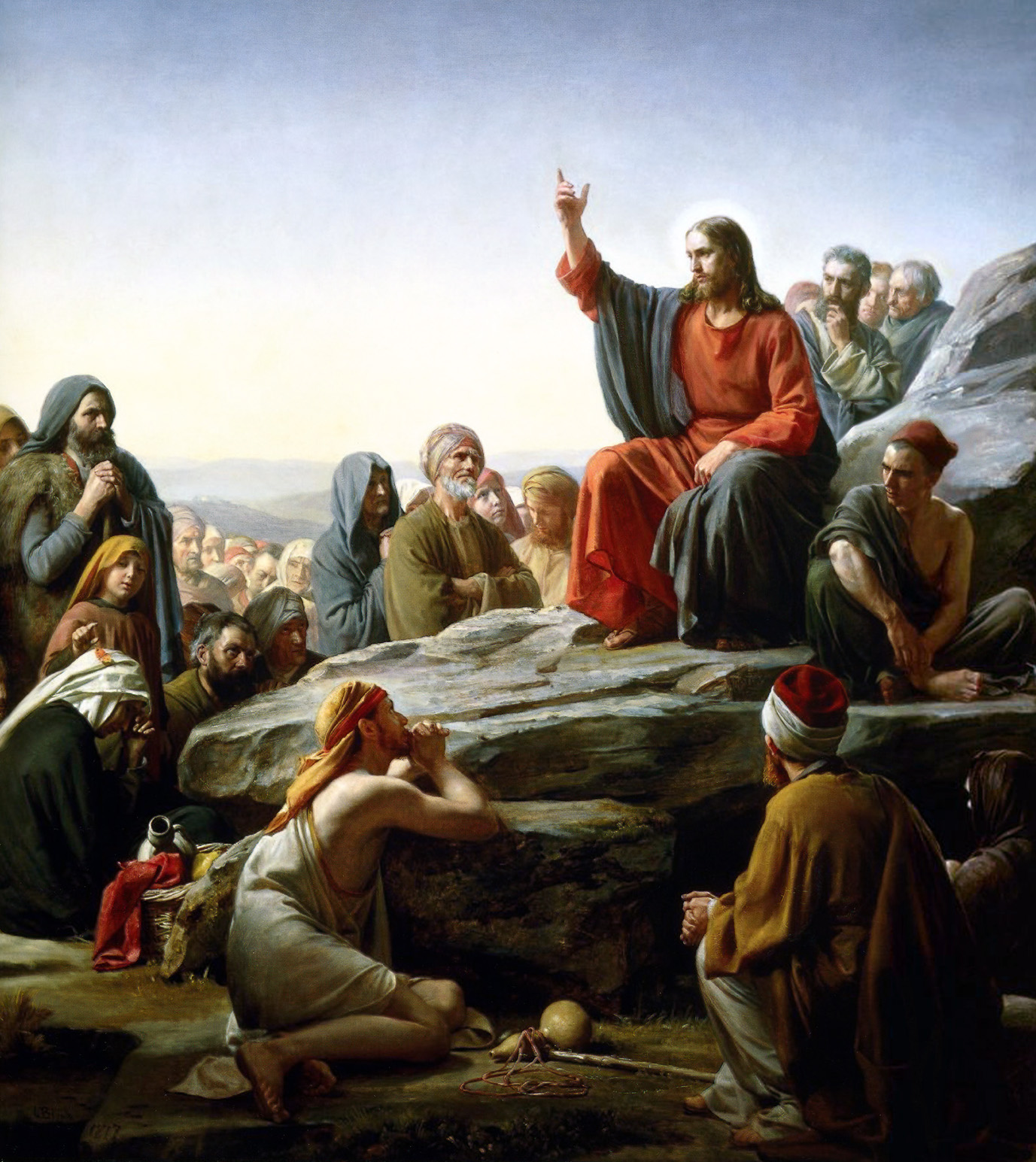
Representación del episodio del Sermón del Monte en el que, según el Evangelio de Mateo, Jesús de Nazaret dio a conocer el texto en el que se basa la oración del padrenuestro. Obra de Carl Heinrich Bloch, conservada en el Nationalhistoriske Museum på Frederiksborg Slot, Castillo de Frederiksborg, Dinamarca.

El padrenuestro o padre nuestro (griego: Πάτερ Ἡμῶν Páter Ēmôn, latín:  Pater Noster) es la oración cristiana por excelencia y elaborada por Jesús de Nazaret según se relata el Evangelio de Mateo (Mateo 6, 9-13) y el Evangelio de Lucas (Lucas 11, 1-4). Aunque haya diferencia en la descripción de las circunstancias y en el estilo del texto de la oración en ambos autores suelen coincidir en las premisas de las peticiones.
Al igual que el resto del evangelio y de los escritos del Nuevo Testamento, el padrenuestro (griego:Πάτερ ἡμῶν Páter emon) en su versión original conservada fue escrito en una forma dialectal del griego, la koiné, llamada también griego alejandrino, helenístico, común, o «griego del Nuevo Testamento». La koiné fue la lingua franca o lengua internacional del Mediterráneo oriental desde el período helenístico, y también la lengua de difusión del cristianismo.
El padrenuestro es considerado la oración cristiana común por excelencia por las confesiones mayoritarias; para las Iglesias católica, ortodoxa, anglicana y protestantes, es el modelo de oración cristiana.

Padre nuestro, que estás en los cielos,

santificado sea tu Nombre;

venga a nosotros tu reino;

hágase tu voluntad así en la tierra como en el cielo.
 El pan nuestro de cada día dánosle hoy;

y perdonanos nuestras deudas

como también nosotros perdonamos a nuestros deudores;

y no nos dejes caer en la tentación,

mas líbranos del mal.
San Mateo Traducción bíblica tanto de la Biblia de Scío (católica) y Reina-Valera (protestante). 

Didache (en el capítulo VIII) informa de una versión muy parecida a la de Mateo y también a la oración moderna. Termina con el Doxología menor.
Las tres primeras de las siete peticiones de Mateo se dirigen a Dios; las otras cuatro están relacionadas con necesidades y preocupaciones humanas. Sólo el relato de Mateo incluye las peticiones «Hágase tu voluntad» y «Rescátanos del maligno» (o «Líbranos del mal»). Ambos textos originales en griego contienen el adjetivo epiousion; aunque controvertida, «diariamente» ha sido la traducción más común de esta palabra al español.
Las palabras iniciales del Catecismo de la Iglesia Católica sobre el tema enseñan que «es verdaderamente el resumen de todo el Evangelio». La oración es utilizada por la mayoría de las confesiones cristianas en su adoración y, con pocas excepciones, la forma litúrgica es la versión del evangelio de Mateo. Los protestantes suelen concluir la oración con una doxología (en algunas versiones, «Tuyo es el reino, el poder y la gloria, por los siglos de los siglos, Amén»), un añadido posterior que aparece en algunos manuscritos de Mateo. Aunque las diferencias teológicas y los diversos modos de culto dividen a los cristianos, según el profesor del Seminario Fuller Clayton Schmit, «existe un sentimiento de solidaridad al saber que los cristianos de todo el mundo rezan juntos... y estas palabras siempre nos unen».

## Antecedentes

### Tradiciones litúrgicas en la Edad Antigua

#### Cómo oraban los gentiles: Roma y Grecia antiguas

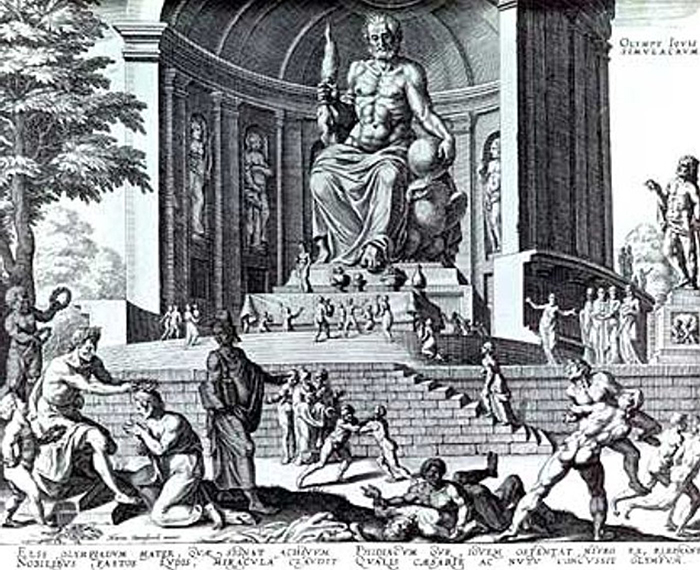
Estatua de Zeus creada por Fidias h. 435 a. C., según un grabado de Maarten van Heemskerck,.

Cada pueblo tenía su forma de comunicarse con sus dioses. Una forma de establecer contacto era por medio de palabras ritualizadas, como si los dioses fueran personas que escuchan y responden, esto es, orar.
En el caso de la religión grecorromana, existía un gran contraste entre la oración dirigida a las grandes divinidades y la efectuada con los dioses familiares. En el caso de las grandes divinidades (Júpiter, Neptuno, etc.) la oración era muy recargada, con ritos muy elaborados y complicados llenos de pompa y ceremonia. Se consideraba a los dioses entes bastante lejanos y no tenía caso esforzarse por establecer un diálogo con ellos; pues eran tan grandes y poderosos que seguramente no escucharían. Más bien había que evitar su ira. Por otro lado, a los dioses domésticos, los de la familia, los propios antepasados, se les oraba de un modo distinto: se les pedía consejo y protección de una manera íntima, en este caso había una cercanía y una conversación verdadera, puesto que sentían amor por estos pequeños dioses.
Dentro del cristianismo, el grupo que se volvería más numeroso es el de los creyentes de origen gentil (no judío). De hecho se debe tomar en cuenta que el Nuevo Testamento fue escrito en griego koiné, una lengua pagana. En la actualidad los judíos consideran a los cristianos como gentiles, mientras que en la Antigüedad eran considerados una secta judía. La herencia de los gentiles es innegable en el cristianismo.

#### Oración en el judaísmo

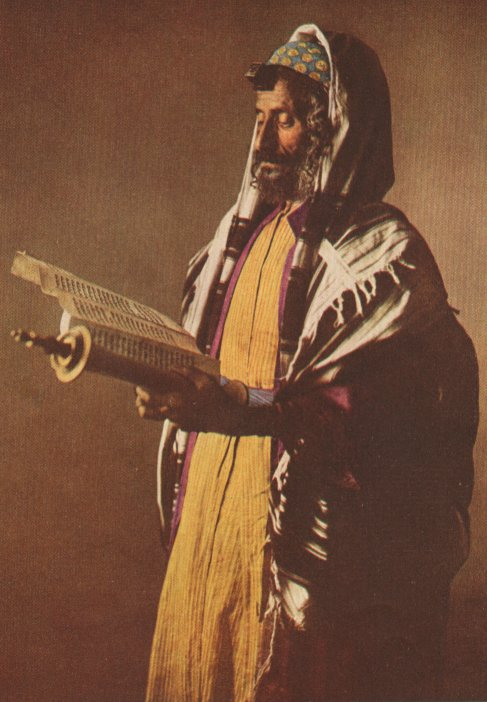
Judío yemenita usando kipá y talit mientras ora.

El Dios de Abraham (El Shaddai), en los inicios del judaísmo, no se presenta inicialmente con la pretensión monoteísta de ser el único Dios de todos los hombres, aunque tampoco es el dios ni de un ámbito determinado (del aire, del agua, etc.) ni de una nación concreta, como eran en aquel contexto las formas más importantes de manifestación de lo divino.
Con el desarrollo de la historia de Israel, este dios pasaría a ser el dios de un pueblo concreto, del que sin embargo Dios no es dependiente. De esta manera, surgiría la conciencia de que Israel no tiene ningún dios especial, sino que adora solamente a Yahweh, que aunque escogió a Israel es el Dios de todos los pueblos.
Israel se comunica con Dios a través de sus profetas, siendo el más grande de todos Moisés. Así, Yahweh habría hablado cara a cara con él en reiteradas ocasiones. Según los relatos bíblicos, este hijo de Israel fue el único en comunicarse con Dios directamente (los demás que lo hicieron, lo lograron a través de la mediación de ángeles).
Israel es un pueblo donde la oración es uno de los puntos más importantes de su identidad. Incluso los judíos menos creyentes conocen algunas oraciones. Su contacto con Dios se ha caracterizado en gran medida por sus oraciones. El cristianismo heredó del judaísmo una gran parte de sus creencias. De hecho, el cristianismo asegura que en la figura de Jesús de Nazareth se da el cumplimiento total de sus escrituras y lo identifica como el Mesías o Cristo prometido en el Tanaj (Antiguo Testamento). Jesús mismo creció dentro del contexto espiritual judío y esa identidad se ve claramente reflejada en la oración del padre nuestro.
Ejemplos de oraciones judías
- Amidá: literalmente, «en pie», llamada también la oración de las dieciocho peticiones, es una antigua oración del judaísmo que aún se conserva. Las Dieciocho Bendiciones son doce veces más largas que la oración dominical en su versión más amplia. En esta oración, «El Eterno» (Yahveh) se revela como alguien próximo a quien se eleva esta oración, es un Dios único, salvador, justo y misericordioso con su pueblo elegido.

- Shemá Israel: el corazón de esta oración está contenido en el capítulo VI del libro de Deuteronomio, empieza con la frase Shema Israel («Escucha Israel, Adonai es nuestro Dios, Adonai es uno»). Esta oración la deben rezar diariamente y su mensaje podría ser: a un Dios único corresponde un amor único, sin divisiones ni fisuras. Por lo mismo se reclama a un israelita un servicio exclusivo a su dios. Jesús la cita en Marcos 12:29-30.

- Abinu Malkenu: literalmente, «Padre nuestro», «Rey nuestro», esta oración contiene las palabras «padre nuestro» en hebreo. Se le pide a Dios que permita que las bendiciones vengan a las vidas de los hombres.

## En la Iglesia primitiva

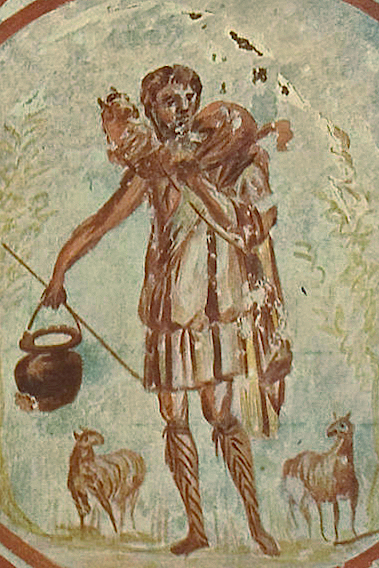
Representación paleocristiana de Cristo como el Buen pastor en las catacumbas de San Calixto, Roma.

Debe hacerse notar que Jesús vivió en el contexto de la espiritualidad judía, que en los evangelios se cita frecuentemente a los textos sagrados del judaísmo y que Jesús, como judío, estaba sometido a la Torá. Seguramente rezó las Dieciocho bendiciones, el Shema, el Avinu Malkenu (padre nuestro, rey nuestro), los Salmos o Tehilim (alabanzas en español), entre otros muchos rezos que existían dentro del corpus religioso del judaísmo.
Se puede asegurar que si el judaísmo introdujo una gran novedad en el contexto religioso de su época, el cristianismo trajo al mundo de su tiempo una nueva visión de la Divinidad. Para el cristianismo existía una deidad, la de los judíos. Solo había un Dios verdadero, pero no era para un solo pueblo. El Señor pasó de ser un Dios local del pueblo judío a ser un Dios universal. El de los cristianos se mostraba a todos los hombres que quisieran seguirlo sin distinción de su origen. Según el cristianismo, el Señor tenía un nuevo pueblo al que cualquier hombre de buena voluntad podía pertenecer y ese nuevo pueblo era la Iglesia. Esa es la razón por la cual diferentes denominaciones cristianas se nombran a sí mismas el Nuevo Israel.
En un principio los primeros cristianos se consideraban a sí mismos parte del pueblo judío, oraban en las sinagogas y respetaban toda la Torá. En el primer concilio de Jerusalén, narrado en el capítulo 15 del libro Hechos de los Apóstoles, se dice que los gentiles que abrazaban a Cristo no estaban obligados a cumplir la Torá dada al pueblo de Israel. Por ejemplo los cristianos de origen gentil no estaban obligados a circuncidarse o guardar el Shabat. A partir de este momento el cristianismo empieza a separarse gradualmente del judaísmo.
El padre nuestro fue fundamental en este punto. Al separarse del judaísmo, el cristianismo tuvo que ir adquiriendo una identidad propia y el principal rasgo de la espiritualidad judía era la oración. El cristianismo tenía que buscarse su propia oración, sus propios rasgos, para no ser considerada una secta del judaísmo.[cita requerida] El padre nuestro pasaría a ser el rasgo principal que diferenciaría al pueblo «nuevo» del «viejo» en este punto de la historia.[cita requerida] La diferencia aún no estaba muy clara entre los judíos y los primeros seguidores del cristianismo.
Los primeros cristianos tenían un gran respeto por la Oración dominical. La Oración dominical no se enseñaba a cualquiera. Su rezo constituía un privilegio que solo se otorgaba a los que ya habían recibido el bautismo. Era lo último que se enseñaba a los catecúmenos y solo hasta la víspera de su bautismo. Era la máxima y más preciada joya de la fe.
Los antiguos cristianos de las Iglesias de África tomaron su profesión de la fe (quid credendum) de esta oración. Una profesión de fe es una declaración de sus creencias, un ejemplo de esto es el Credo o símbolo niceno del catolicismo latino y oriental. Los que pretendían recibir el bautismo debían tener un profundo conocimiento de la oración (quid orandum). Los catecúmenos debían seguir detenidamente la explicación del Credo y posteriormente debían recitarlo públicamente de memoria. La transición entre estos dos pasos era el padre nuestro. La profesión de fe en el cristianismo es una parte fundamental, pues mediante ella se declaran cuáles son sus creencias fundamentales y básicas. El hecho de que las Iglesias primitivas de África lo tomaran como base para su profesión de fe demuestra que desde los albores del cristianismo estas palabras de Jesús fueron consideradas como palabras santas.
En la Iglesia primitiva el rezo del padrenuestro estaba reservado para el momento cumbre de la celebración, que en el catolicismo y en otras denominaciones cristianas se conoce como misa. Era precedido por fórmulas que señalaban su respeto. Estas fórmulas han sido heredadas por distintas Iglesias en sus liturgias actuales: en la liturgia de la Iglesia oriental se dice como introducción: «Dígnate, oh Señor, concedernos que gozosos y sin temeridad, nos atrevamos a invocarle a ti, Dios celestial, como a Padre, y que digamos: Padre nuestro...». Y desde la Iglesia primitiva, en la liturgia romana, el sacerdote precedía la oración con la frase: «nos atrevemos a decir», reconociendo la enorme audacia que hay en repetir palabras consideradas tan santas por el cristianismo.

## En la Biblia

### El relato en los evangelios
En los dos evangelios, es Jesús quien enseña el padrenuestro a sus discípulos como respuesta a la petición de los mismos:
«Aconteció que estaba Jesús orando en un lugar, y cuando terminó, uno de sus discípulos le dijo: Señor, enséñanos a orar, como también Juan enseñó a sus discípulos.» (Lc 11, 1).
Se debe recordar que la religiosidad judía era muy rígida y tenía ritos y oraciones muy precisos. La relación con el Ser Eterno, que según sus creencias regía todo lo que existe, era algo muy delicado y por eso le pidieron a Jesús que les enseñara el modo correcto de dirigirse a Él; pues de acuerdo a ellos, solo una persona muy cercana a Dios podría conocer la manera correcta de hablarle, siendo Jesús esa persona para ellos.
Con la oración que les enseña, Jesús trata de romper con las actitudes que alejaban al hombre de Dios, y busca una sencillez que facilite el diálogo con ese Absoluto que Jesús llamó Padre.
Relato de Mateo

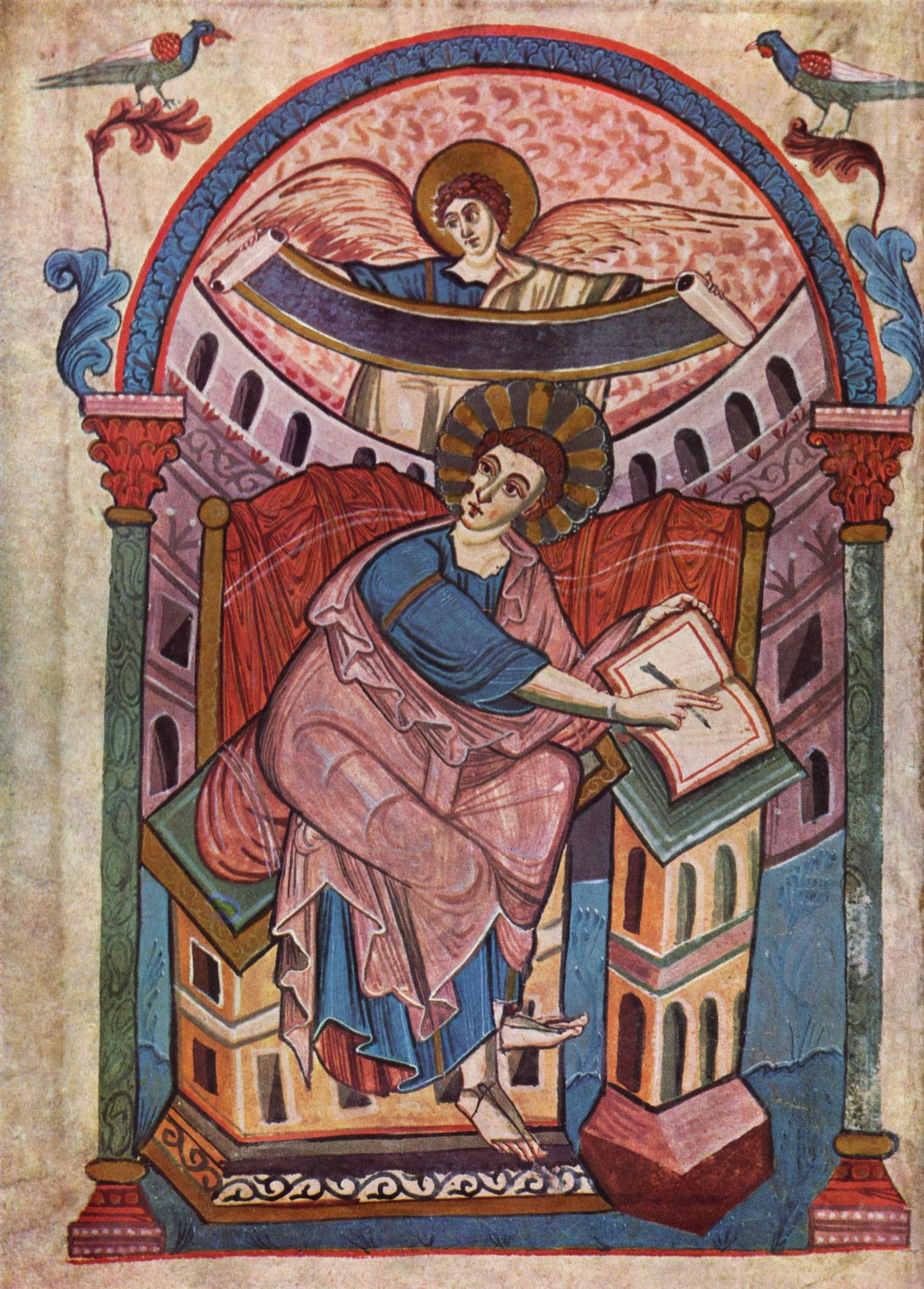
Representación del Evangelio de Mateo (ángel).

La oración aparece en el contexto del Sermón de la montaña. Jesús había comenzado ya su vida pública, y debido a que ya era un conocido predicador congregó a mucha gente que quería recibir sus enseñanzas. Decidió subir a un monte para que todos pudieran escucharle, y una parte importante de las enseñanzas cristianas se basa en este pasaje evangélico: las bienaventuranzas (Mt 5:1-12), la comparación de los discípulos con la luz del mundo (Mt 5:14-16), la actitud de Jesús con respecto a la Ley de Moisés (Mt 5:17-20), y sus comentarios sobre los mandamientos (Mt 5:21-37), entre otras enseñanzas fundamentales para los cristianos.
El contexto en el que Jesús expone el padrenuestro es el del reproche hacia aquellos, tanto judíos como gentiles, que han convertido la oración, como la limosna, en un hábito meramente externo (Mt 6:5-8). Jesús recomienda orar en privado y con sencillez, y les ofrece el padrenuestro como ejemplo de oración sencilla para dirigirse al Padre.
Relato de Lucas

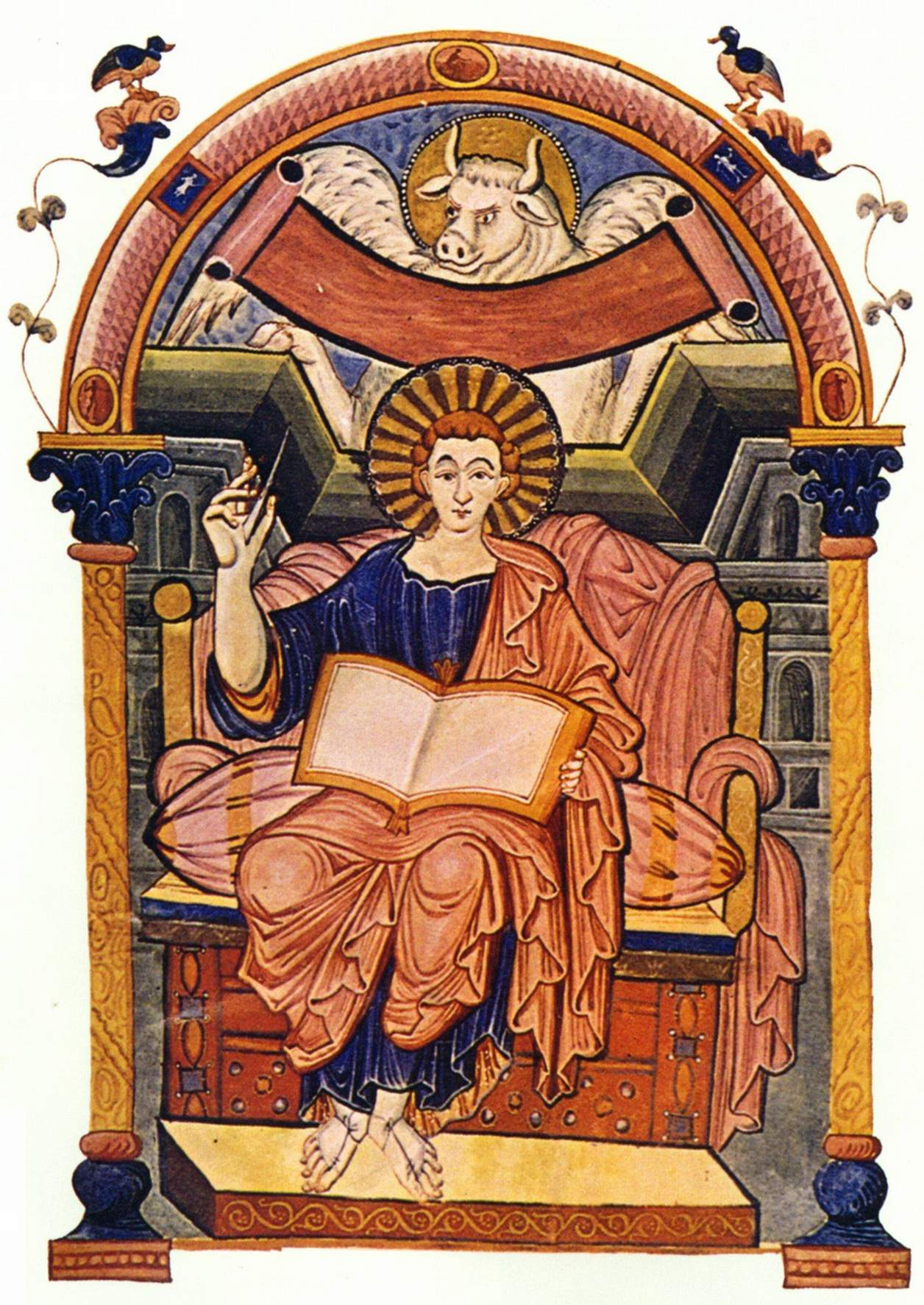
Representación del Evangelio de Lucas (toro).

En el Evangelio de Lucas el padrenuestro aparece en la sección que es denominada el viaje a Jerusalén: es precedido por la exposición de la parábola del buen samaritano (Lc 10:30-37) y por el episodio de la disputa entre Marta y María (Mt 10:38-42). El relato parece sugerir que Jesús estaba orando solo y muy concentrado en lo que el evangelio llama «cierto lugar», por lo que nadie se atrevía a interrumpirlo, y solo cuando terminó su diálogo con el Eterno uno de sus discípulos le pidió que les enseñara a orar, como también Juan enseñaba a sus discípulos. A continuación, Jesús les explica el padrenuestro, en una versión más corta que la de Mateo y que contiene solo cinco peticiones. El texto de Lucas según la traducción católica de la Biblia de América dice:
«Padre, santificado sea tu nombre; venga tu reino; danos cada día el pan que necesitamos; perdónanos nuestros pecados, porque también nosotros perdonamos a todo el que nos ofende; y no nos dejes caer en la tentación.» (Lc 11:2-4).
Comparación de ambos relatos
Lucas narra que uno de los discípulos le pidió a Cristo que les enseñase a orar después de que Jesús mismo hubo terminado su oración en solitario. En Mateo no aparece la petición del discípulo, fue iniciativa del propio Jesús enseñarles a rezar con el padrenuestro.
Las diferencias entre las dos versiones son las siguientes:
- La invocación: Lucas invoca a Dios solo como Padre y Mateo como padre nuestro que estás en el Cielo;
- En Lucas no aparece la petición de Jesús de que se realice la voluntad de Dios así en la tierra como en el cielo;
- En Lucas no se menciona la petición «líbranos del mal».

El fondo de los dos relatos es el mismo: Jesús enseña a su gente cuál es la forma correcta de dirigirse a Dios. Sin embargo, Mateo la desarrolla de manera más extensa y profunda. El relato de Mateo sobre el padre nuestro resulta más apasionado, puesto que en él Jesús está sobre una montaña rodeado de una muchedumbre ansiosa por escuchar sus palabras; en el relato de Lucas, en cambio, un Jesús más espiritual, orando en solitario, causa la admiración de un discípulo, quien espera pacientemente a que termine su oración para pedirle que le enseñe a orar.
Hipótesis sobre las diferencias entre Mateo y Lucas
Hay tres hipótesis acerca de las diferencias entre los relatos del padrenuestro entre los dos evangelios. Aceptando que Jesús pronunció solo una vez el padrenuestro se plantean la siguiente cuestión; puede ser que las diferencias entre las versiones de Lucas y Mateo deban a la transmisión oral de la tradición, pero se plantea el problema de cual de los dos textos es el primitivo, y a partir de aquí surgen dos hipótesis:
- El texto de Lucas contiene el relato original. Si el texto de Lucas fuera el primitivo los cristianos a la hora de transmitirlo de unos a otros tuvieron que haber añadido leves perífrasis.

- El texto de Mateo contiene el relato original. Si el original fue Mateo entonces los cristianos recortaron la oración por olvido en la tradición recogida por Lucas.

En la tercera hipótesis se vierte la siguiente idea:
- Jesús la pronunció en reiteradas ocasiones y los dos relatos son correctos. La oración era algo muy fundamental para Jesús, parte importantísima en el aprendizaje de sus discípulos. Surge entonces la hipótesis de que tal vez Jesús repitió varias veces esta oración para que sus apóstoles la aprendieran bien, y que Mateo y Lucas la sitúan en dos de estos distintos momentos. Esta teoría responde a la diferencia del relato de la entrega del padrenuestro entre Mateo y Lucas.

Solo hay dos hechos que no dejan lugar a dudas: las diferencias entre las dos versiones del padrenuestro son marginales, y en la práctica la Iglesia primitiva optó por el texto de Mateo, probablemente por ser más rotundo y adornado. Por medio del método científico es difícil llegar más allá en estas averiguaciones.

### La oración en griego, lengua de los evangelios
Los evangelios fueron escritos en una forma dialectal del griego, la koiné, llamada también griego alejandrino, helenístico, común o griego del Nuevo Testamento. La koiné era la lingua franca o lengua internacional del Mediterráneo oriental desde el período helenístico. Todos los textos del Nuevo Testamento habrían sido escritos utilizando la koiné, que fue también la lengua de la difusión del cristianismo.
En el texto griego así se lee el padrenuestro:
| Original griego                                                      | Transliteración                                                            | Traducción                                                         |
| Πάτερ ἡμῶν ὁ ἐν τοῖς οὐρανοῖς                                        | Páter hemón, ho en tois ouranoís                                           | Padre nuestro que [estás] en los cielos,                           |
| ἁγιασθήτω τὸ ὄνομά σου·                                              | hagiastheto to ónomá sou;                                                  | santifíquese tu nombre;                                            |
| ἐλθέτω ἡ βασιλεία σου·                                               | eltheto he basileía sou;                                                   | venga tu reino;                                                    |
| γενηθήτω τὸ θέλημά σου,                                              | genitheto to thélemá sou                                                   | hágase tu voluntad                                                 |
| ὡς ἐν οὐρανῷ καὶ ἐπὶ τῆς γῆς·                                        | hos en uranói, kai epí tes ges;                                            | como en el cielo también sobre la tierra                           |
| τὸν ἄρτον ἡμῶν τὸν ἐπιούσιον δὸς ἡμῖν σήμερον·                       | ton arton hemón ton epiousion dos hemín sémeron;                           | nuestro pan cotidiano dánoslo hoy.                                 |
| καὶ ἄφες ἡμῖν τὰ ὀφειλήματα ἡμῶν,                                    | kai aphes hemín ta opheilémata hemón,                                      | Y perdónanos nuestras deudas,                                      |
| ὡς καὶ ἡμεῖς ἀφίεμεν τοῖς ὀφειλέταις ἡμῶν·                           | hos kai hemeís aphíemen tois opheiletais hemón;                            | como también nosotros perdonamos a nuestros deudores.              |
| καὶ μὴ εἰσενέγκῃς ἡμᾶς εἰς πειρασμόν,                                | kai me eisenenkeis hemás eis peirasmón,                                    | Y no nos induzcas a la tentación,                                  |
| ἀλλὰ ῥῦσαι ἡμᾶς ἀπὸ τοῦ πονηροῦ.                                     | allá rhusai hemás apó tou poneroú.                                         | sino líbranos del mal.                                             |
| [Ὅτι σοῦ ἐστιν ἡ βασιλεία καὶ ἡ δύναμις καὶ ἡ δόξα εἰς τοὺς αἰῶνας·] | [Hoti sou estin he basileía, kai he dynamis, kai he doxa eis tous aionas;] | [Porque tuyo es el reino, tuyo el poder y la gloria, eternamente.] |
| ἀμήν.                                                                | amín.                                                                      | Amén                                                               |

### La incorporación de la doxología final
La última frase de la oración (Tuyo es el reino, el poder y la gloria por siempre Señor. Amén) recibe el nombre de doxología final.
En esta parte se manifiesta el total reconocimiento por parte del orante de que Dios es un ser absoluto y supremo que no tiene principio ni fin. Algunos creen que es auténtica, basándose en una alabanza del Antiguo Testamento, mientras que otros afirman que se trata de un añadido posterior. Según el Catecismo de la Iglesia Católica la práctica litúrgica concluyó la oración del Señor con una doxología, cuyo contenido se justifica porque el diablo, príncipe de este mundo, se atribuye la realeza, el poder y la gloria (Lucas 4:5-6) y Cristo los restituye al Padre, a quien corresponden. Ha sido incluida en la misa, separada del conjunto del padre nuestro por una oración específica del sacerdote.
Para Joachim Jeremias la doxología final surgió entre los siglos II y III de la era cristiana, pues, era inaceptable que la oración terminara con la palabra mal, por lo cual la Iglesia primitiva añadió para el uso litúrgico esta doxología, basándose probablemente en el texto de 1Crónicas 29:11-13. Jeremias recalca que la doxología no está presente ni en el Evangelio de Lucas ni en los códices más antiguos conocidos (Sinaítico, Vaticano, Alejandrino). Según él, la Didaché en una forma inicial y luego algunos copistas del Nuevo Testamento fueron influidos por la liturgia (donde se incluía la doxología) y añadieron en el texto proveniente de Mateo, la doxología final.
Algunos expertos mantienen que la doxología es parte del padrenuestro original y destacan su presencia completa en el Códice Washingtoniano, así como en la Homilia 19 sobre San Mateo (parágrafo 10) de San Juan Crisóstomo y las Constituciones apostólicas y parcial en la Didaché. La versión Reina-Valera es uno de los ejemplos más conocidos de traducciones bíblicas en español donde se incluye esta frase al final del padrenuestro de Mateo.

## Interpretación católica

### Texto en latín y versión católica en español
- Wikisource en latín contiene una copia de la Padrenuestro.

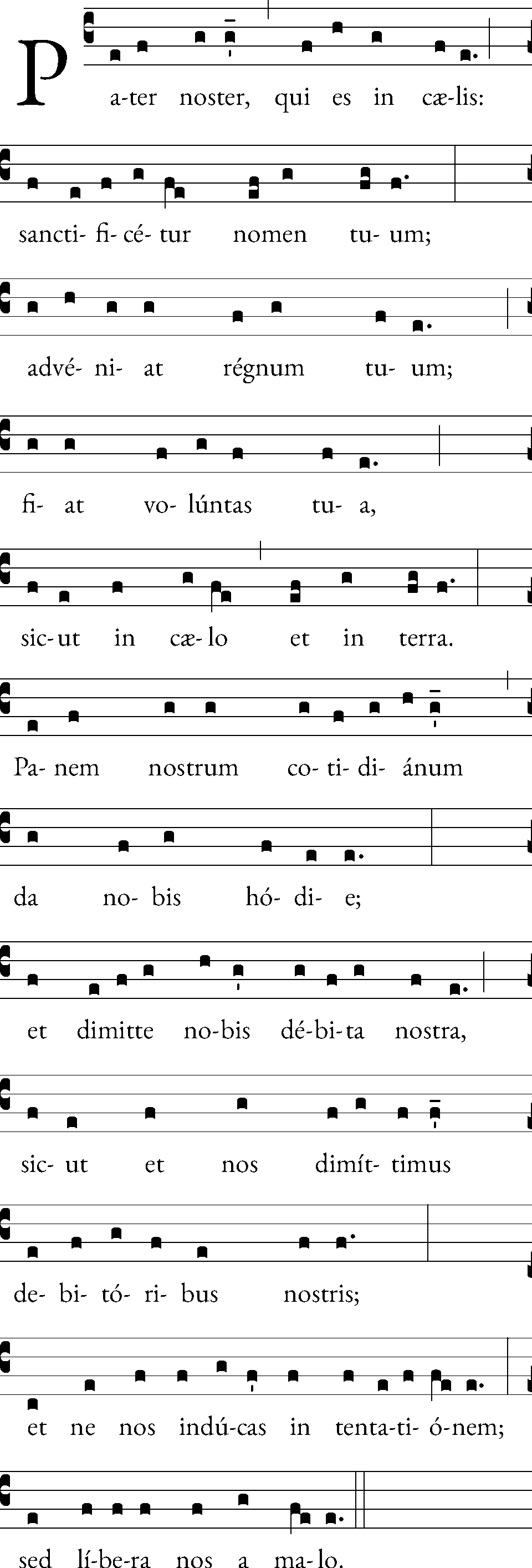
Transcripción de la oración del padrenuestro al canto gregoriano

La versión católica del padrenuestro en español se basa en la versión en latín, idioma oficial de la Santa Sede, que era también la lengua utilizada durante la Edad Media para recitar el Pater Noster, incluso por las gentes menos instruidas, aunque éstas utilizaban cotidianamente la variante llamada latín vulgar. Para una mejor difusión y comprensión de las Sagradas Escrituras, se encargó a San Jerónimo, religioso que dominaba las lenguas hebrea, aramea y griega, la adaptación de la Biblia latina que hasta entonces estaba disponible por las traducciones realizadas por varios autores, presentando diversos estilos en cada libro individual, dando origen a la versión llamada Vetus Latina o Vulgata[cita requerida].
El texto en español es el usado por el Catecismo de la Iglesia Católica. La versión en latín es la oficial (la liturgia oficial de la Iglesia aún es en latín, aunque se tenga permiso para el uso de las lenguas vernáculas (S.C. n. 36.1)), comparada con el texto de la Vulgata:
| Nueva traducción al español                               | Latín                                                                                              |
| Padre nuestro, que estás en los cielos,                   | Pater noster, qui es in cælis,                                                                     |
| santificado sea tu Nombre;                                | sanctificetur nomen tuum.                                                                          |
| venga a nosotros tu reino;                                | Adveniat regnum tuum.                                                                              |
| hágase tu voluntad en la tierra como en el cielo.         | Fiat voluntas tua, sicut in cælo, et in terra.                                                     |
| El pan nuestro de cada día dánoslo hoy;                   | Panem nostrum quotidianum da nobis hodie,                                                          |
| perdónanos nuestras deudas,                               | et dimitte nobis debita nostra                                                                     |
| como también nosotros perdonamos a nuestros deudores;     | sicut et nos dimittimus debitoribus nostris. (Vulgata: sicut et nos dimisimus debitoribus nostris) |
| no nos introduzcas en la tentación, mas líbranos del mal. | Et ne nos inducas in tentationem, sed libera nos a malo.                                           |
| Amén                                                      | Amen                                                                                               |

### Cambio de versión en lengua castellana dentro de la Iglesia católica
En 1988 en España, y 1992 en Hispanoamérica, se hizo oficial la actual versión del padrenuestro. Esto supuso la culminación al proceso de unificación de esta oración, iniciado en 1986 con el fin de usar una versión única de la misma en todos los territorios hispanoparlantes. La reforma fue consensuada por medio de los episcopados de cada país partícipe; se produjeron cesiones entre las diferentes partes involucradas para alcanzar el acuerdo.
La versión antigua en España era:

Padre nuestro que estás en los Cielos,

santificado sea tu nombre,

venga a nosotros tu Reino,

hágase tu voluntad así en la Tierra como en el Cielo.

El pan nuestro de cada día dánosle hoy

y perdónanos nuestras deudas,

así como nosotros perdonamos a nuestros deudores,

y no nos dejes caer en la tentación,

mas líbranos del mal. 

Amén.

### Relevancia de la oración dominical
Para la Iglesia católica, el padrenuestro es la oración por excelencia. Recibe también el nombre de oración dominical, del latín Dominicus («Señor»), dado que Jesús de Nazaret es llamado «Señor» con frecuencia en los escritos cristianos y fue él quien transmitió a los apóstoles esta forma de orar.
Según el Catecismo de la Iglesia Católica el padre nuestro es el resumen de todo el Evangelio. San Agustín de Hipona escribió: «Recorred todas las oraciones que hay en las Escrituras, y no creo que podáis encontrar algo que no esté incluido en la oración dominical.»
- Wikisource en latín contiene una copia de la Padrenuestro.

Santo Tomás de Aquino dice en su Summa Theologiae lo siguiente: «Que la oración dominical es perfectísima [...] en la oración dominical no sólo se piden las cosas lícitamente deseables, sino que se suceden en ella las peticiones según el orden en que debemos desearlas, de suerte que la oración dominical no sólo regula, según esto, nuestras peticiones, sino que sirve de norma a todos nuestros afectos.»
De acuerdo con el Catecismo de la Iglesia Católica, Jesús no desea que la oración sea repetida de modo mecánico, sino que por medio de ella se establezca un diálogo con el Padre. Jesús dicta cómo debe ser la relación con Él: los hombres deben reconocer que es su Creador y, por tanto, su Padre, y rendirle la honra que merece; deben pedirle lo que necesiten, pues el Padre concede a quien le hace peticiones de manera adecuada; y deben también pedir perdón por sus pecados.
Algunas Iglesias orientales utilizan la versión del griego koiné. Los católicos de ritos latinos usan la versión en su lengua nativa desde el Concilio Vaticano II, aunque antes se utilizaba la versión en latín.
La oración en la vida sacramental.
El padrenuestro es parte fundamental en los tres sacramentos de la iniciación cristiana (bautismo, confirmación y eucaristía). En el bautismo y confirmación significa un nuevo nacimiento a la vida divina; es hablar a Dios con su misma Palabra[cita requerida]. En la liturgia de la eucaristía es la oración de toda la Iglesia, allí se utiliza en su pleno sentido, se sitúa entre la anáfora (oración eucarística) y la liturgia de la comunión.

### Estructura de la oración
En el catecismo de la Iglesia católica se estructura la oración en tres partes principales: la invocación, las siete peticiones y la doxología final. En esta oración los católicos ven la total coherencia de Jesús con sus enseñanzas, y para demostrarlo en cada parte de la oración se da una cita bíblica relatando como fue que Jesús cumplió con cada una de las cosas que habla en el padre nuestro[cita requerida]. Se dan también citas del Antiguo Testamento, puesto que Jesús vivía bajo la Ley de Moisés o Torá.

#### Invocación
- Padre nuestro que estás en el Cielo.

Se puede invocar a Dios como Padre según la propia revelación bíblica en el Salmo 103(102):13: «Como el Padre se compadece de los hijos, así se compadece el Eterno de los que le temen» porque, según los católicos, lo ha revelado su propio Hijo hecho hombre. Esta oración nos pone en comunión con el Padre y con el Hijo. Al decirle nuestro, los cristianos invocan a la nueva Alianza en Jesús, la comunión con la Santísima Trinidad y la caridad divina extendida por la Iglesia en todo el mundo[cita requerida]. Que estás en el Cielo designa la majestad de Dios y su presencia en el corazón de los justos. Según los cristianos el mismo Dios lo revela en Salmo 103(102):19 «El Eterno estableció en los cielos Su trono».

### Siete peticiones
- Primera petición: Santificado sea tu nombre.

Según los cristianos que abrazan el catolicismo al pedir que sea santificado sea tu nombre los hombres entran en el plan de Dios: la santificación de su Nombre, que fue revelado a Moisés (YHVH) y después revelado en Jesús. Todas las naciones y los hombres deben reconocer a Dios según los cristianos por el texto de Salmo 103(102):1 «Bendiga todo mi ser Su santo Nombre». Jesús mismo bendice al Padre en Mt 11:25: «Bendito seas, Padre, Señor de cielo y tierra».
- Segunda petición: Venga a nosotros tu Reino.

La Iglesia tiene presente el regreso de Cristo y la venida definitiva del Reino de Dios. También se ora por el engrandecimiento del Reino de Dios en cada persona en su vida cotidiana, es decir, con los actos comunes y corrientes los hombres deben engrandecer el Reino de Dios. Esto ya estaba visto por Jesús en el Tanaj: Salmos 103(102):19 «Su reino domina sobre todo».
Cristo es un proclamador del Reino de Dios, que es la realidad última que todo abarca, en la que Jesús se implica totalmente. Tanto en Mc 1:14, como en Mt 4:17 afirma claramente que su misión es proclamar el Reino de Dios y la proximidad de los Últimos Tiempos. Los Últimos Tiempos no equivalen al fin del mundo, sino que en el catolicismo comienzan cuando Jesús desciende a los infiernos y libera a los justos del Antiguo Testamento. Con su sacrificio, Jesús permite que los hombres vayan a la presencia de Dios y no se queden simplemente en el mundo de los muertos, esto es, que el Reino de Dios venga en los Últimos Tiempos.
- Tercera petición: Hágase tu voluntad en la Tierra como en el Cielo.

En esta tercera petición los cristianos católicos ruegan al Padre que una la voluntad de los hombres a la voluntad de su Hijo para llevar a cabo el plan de Salvación en la vida del mundo. Cristo era muy consciente de esto cuando hizo la voluntad de su Padre, como demuestran sus palabras en su oración en el huerto de Getsemaní.
«Y adelantándose un poco, cayó sobre su rostro, orando y diciendo: Padre mío, si es posible, que pase de mí esta copa; pero no sea como yo quiero, sino como tú quieras.» Mt 26:39
Otros versículos que mencionan el mismo episodio son Mc 14:36 y Lc 22:42. Los cristianos creen que Jesús, desde el momento en que dio la oración en el sermón de la montaña, sabía que estaría sometido a grandes sufrimientos. La Voluntad del Padre implicaba mucho dolor para Cristo, sin embargo, Él sabía que cumplir ese mandato era más importante que todo, y espera que los hombres imiten su ejemplo al cumplir la misión que les encomendó el Padre a pesar de cualquier obstáculo.
- Cuarta petición: Danos hoy nuestro pan de cada día

Según el cristianismo católico, hay tres interpretaciones acerca de lo que es el pan de cada día: el sustento material, la palabra de Dios y el Cuerpo de Cristo en el Sacramento de la Eucaristía:
Sustento Material: se expresa la confianza que tienen los hijos a su Padre del Cielo. La expresión «nuestro pan» se refiere a los elementos terrenales para la subsistencia como dice en las siguientes citas de la Biblia:
Él «...sacia de bienes tu existencia, y te rejuveneces como un águila». Salmo 103(102), 5.
«Al verla, los hijos de Israel se dijeron unos a otros: ¿Qué es esto?, porque no sabían lo que era. Y Moisés les dijo: Es el pan que el Señor os da para comer.» Éxodo 16, 1.
En la primera cita habla de cómo Dios llena las necesidades personales de cada individuo, que el Padre puede proveer de bienes materiales y sustento a quien se comprometa con sus mandatos, de manera consciente o inconsciente. En la segunda cita se habla de cómo Dios alimenta a Israel con maná en el desierto. El Señor no desampara a su pueblo en el aspecto material, la Iglesia se considera el Nuevo Israel, el nuevo pueblo de Dios y si no desamparó a su pueblo, Israel, en tiempos de Egipto, tampoco lo hará con su nuevo pueblo, la Iglesia de Cristo.
Palabra de Dios: el catolicismo y todo el cristianismo en general considera la Palabra de Dios como pan de Vida, esta enseñanza viene vertida en el llamado Antiguo Testamento de acuerdo a la interpretación cristiana, como se puede ver en las siguientes citas:
«Y te humilló, y te dejó tener hambre, y te alimentó con el maná que no conocías, ni tus Padres habían conocido, para hacerte entender que el hombre no sólo vive de pan, sino que vive de todo lo que procede de la boca del Señor.» Dt 8,3
«Pero Él respondiendo dijo: Escrito está: "No sólo de pan vivirá el hombre, sino de toda palabra que sale de la boca de Dios."» Mt 4,4
En la primera cita se da a entender que el hombre no solo es un cuerpo que necesita sustento material, para el cristianismo católico el hombre es una unidad cuerpo-alma: así como la comida alimenta al cuerpo, así el alma necesita lo propio, y esto se da con la Palabra de Dios. En esta petición los cristianos consideran que se pide alimento para el hombre integral, es decir, para el cuerpo y alma que son inseparables. No se puede alimentar al cuerpo sin alimentar al espíritu. En la segunda cita Jesús cita al Tanaj, precisamente en el pasaje del Deuteronomio donde es tentado en el desierto por el demonio, quien le dice que debe saciar el hambre de su cuerpo; Jesús le responde que no solo su cuerpo necesita alimento, más bien su espíritu, demostrando una vez más la coherencia de su mensaje con la de su actuar en el relato de los evangelios.
Sacramento de la Eucaristía: para el cristianismo católico este misterio está en el Sacramento de la Eucaristía y fundamentado en la Biblia, Jesús mismo es la comida y la bebida verdadera como dice en este texto del Evangelio de Juan:
«Entonces Jesús les dijo: En verdad, en verdad os digo: si no coméis la carne del Hijo del Hombre y bebéis su sangre, no tenéis vida en vosotros. El que come mi carne y bebe mi sangre, tiene vida eterna, y yo lo resucitaré en el día final. Porque mi carne es verdadera comida, y mi sangre es verdadera bebida. El que come mi carne y bebe mi sangre, permanece en mí y yo en él. Como el Padre que vive me envió, y yo vivo por el Padre, asimismo el que me come, él también vivirá por mí. Éste es el pan que descendió del cielo; no como el maná que vuestros Padres comieron, y murieron; el que come este pan vivirá para siempre.» Juan 6:53-58.
Para el catolicismo la eucaristía viene contenida dentro de esta cuarta petición, para los católicos el mismo Jesús instituyó a sus apóstoles en la Última Cena para que la transmitieran a los hombres de todos los tiempos y de generación en generación.
 «Y mientras comían, tomó pan, y habiéndolo bendecido lo partió, se lo dio a ellos, y dijo: Tomad, esto es mi cuerpo.». Mc 14:22
Mateo 26:26 y Lucas 22:31-34 tocan el mismo punto, en la primera carta a los Corintios 11:23-25 también se habla de la institución del Sacramento Eucarístico.
- Quinta petición: Perdona nuestras ofensas como también nosotros perdonamos a los que nos ofenden.

Esta petición implora a la misericordia divina, la cual no se puede recibir si no se perdona a los enemigos propios como Jesús lo hizo en la cruz Lc 23:34 «Jesús decía: 'Padre perdónalos, porque no saben lo que hacen'». Jesús sabe que el Padre perdona con amor porque lo dice en el Salmo 103(102):3 «Él perdona todas tus iniquidades». En el mismo salmo en el versículo 10 dice: «No ha hecho con nosotros conforme a nuestras iniquidades, ni nos ha pagado conforme a nuestros pecados.» Por eso es que se pide a Dios que perdone las culpas de los hombres en la medida que sepan perdonar, desde el punto de vista católico.
- Sexta petición: No nos dejes caer en tentación

Los católicos piden aquí a Dios que los aleje de los caminos que los puedan conducir al pecado. Se implora al Espíritu Santo que dé discernimiento y fuerza, como Jesús las tuvo al ser tentado en el desierto Mateo 4:1-11 y con esto los católicos intentan demostrar que Jesús fue coherente con sus enseñanzas.
En el siguiente versículo se narra cómo Jesús «no cayó en tentación»:
«...y le dijo: Si eres Hijo de Dios, lánzate abajo, pues escrito está: "A sus ángeles te encomendará", y: "En las manos te llevarán, no sea que tu pie tropiece en piedra." Jesús le dijo: También está escrito: "No tentarás al Señor tu Dios."» Mateo 4:6-7
- Séptima petición: Y líbranos del mal

En el texto de (Salmo 116:4) se lee: «¡Libra, oh Eterno, mi vida!». Aquí se pide a Dios que quite las dificultades del camino del creyente, esta petición coincide con la que Jesús hace en el padrenuestro. En esta última el cristiano pide al Señor que con el apoyo de su Iglesia católica, Jesús manifieste su victoria sobre Satán y sus planes en contra de la Salvación de los hombres. Los católicos consideran su Iglesia la Iglesia de Dios Mt 16:18: «...y las fuerzas de la muerte no prevalecerán sobre Ella (se refiere a la Iglesia de Cristo).» Para el catolicismo la muerte es consecuencia del pecado, pero la Iglesia no será vencida por el pecado o la muerte por el texto antes mencionado.

#### Doxología final
En el apartado 2855 del Catecismo de la Iglesia Católica se lee que el cuerpo de la doxología agregada al final del padrenuestro es: «Tuyo es el reino, el poder y la gloria por siempre, Señor, Amén»
El principal objetivo de esta doxología final de acuerdo al catolicismo es la adoración al Padre, rendirle el culto de adoración que se merece como Dios, que después de tratarlo como una persona cercana se le da su lugar como ser absoluto y eterno. También es una acción de gracias al Padre al restituirle los tres títulos que posee:
ReinoDios es soberano de este mundo y del Cielo, no hay nada que pueda superar su autoridad.
PoderDios tiene poder de hacer cualquier cosa puesto que es la causa original de todas las cosas, incluso de la materia.
GloriaA Dios le rinden tributo los seres celestiales y su pueblo en este mundo. Estos tres títulos Cristo se los restituyó a su Padre para que Dios sea todo en todos.
La expresión Por Siempre Señor quiere decir que Dios es eterno, es el Eterno. Daniel (6:27) dice: «Él es el Dios vivo, y eternamente subsiste». En el Salmo 101/102:26-28 dice: «Tú, en cambio, eres siempre el mismo, tus años no se acabarán». El mismo nombre divino (YHWH), que significa «yo soy el que es» y es una forma del verbo hava, existir, denota el carácter eterno de Dios.
Del uso de la palabra Amén, para concluir la oración, san Cirilo de Jerusalén dijo en su Catecismo Místico: «Después de terminada la oración, dices: Amén, refrendando por medio de este Amén, que significa "Así sea" Lc 1:38, lo que contiene la oración que Dios nos enseñó».
- Textos en la Biblia similares a la doxología.

Se cree que Jesús de Nazaret al concluir la oración pudo haber incluido esta frase para adorar a Dios, para rendirle homenaje tal como hacían los judíos del Antiguo Testamento. Se usaban este tipo de frases para enseñar al pueblo de Israel que debían completa obediencia a su Dios y que era el Soberano absoluto de este mundo y de lo que ellos llaman Olam Haba o Mundo Venidero. Las siguientes frases del Antiguo Testamento rinden adoración a Dios y se cree que Jesús o los evangelistas pudieron inspirarse en ellas debido a la estructura que tienen donde reconocen a Dios como dueño de los siguientes distintivos: rey, poderoso, glorioso y eterno.
«El Señor es rey; está vestido de esplendor, el Señor, está vestido y rodeado de poder; firme e inconmovible está la Tierra. Tu trono está firme desde siempre, tú existes desde la eternidad». Salmo 93
«Tuya oh Yavé, es la grandeza, la magnificencia, la duración y la gloria; pues tuyo es cuanto hay en el cielo y en la tierra. Tuya, oh Yavé es la realeza; tú estás por encima de todo, en tu mano están el poder y la fortaleza y es tu mano la que todo lo engrandece y a todo da consistencia. Pues bien, Oh Dios nuestro, te celebramos y alabamos tu nombre magnífico.» 1 Crónicas 29,11-13 (Biblia Latinoamérica)

## Interpretación ortodoxa

Cruz ortodoxa

Éstas son dos versiones ortodoxas del padrenuestro en español:
| Iglesia ortodoxa rusa | Iglesia ortodoxa de Antioquía |
| Padre nuestro que estás en los cielos, santificado sea tu Nombre, venga a nosotros tu reino, hágase tu voluntad así como es en el cielo, en la tierra. El pan nuestro sustancial de cada día dánoslo hoy. Perdónanos nuestras deudas, así como nosotros perdonamos a nuestros deudores. No nos dejes caer en la tentación, mas líbranos del maligno. Glorificación: Pues tuyo es el Reino, el Poder y la Gloria, ahora y siempre y por los siglos de los siglos. Amén. | Padre nuestro, que estás en los Cielos, santificado sea tu nombre, venga tu Reino, hágase tu voluntad así en la tierra como en el cielo. El pan nuestro sustancial de cada día dánosle hoy, y perdónanos nuestras deudas así como nosotros perdonamos a nuestros deudores, y no nos dejes caer en tentación, más líbranos del mal. . Glorificación: Porque tuyo es el Reino, el Poder y la Gloria... del Padre, del Hijo y del Espíritu Santo (ahora y siempre y por los siglos de los siglos). Amén |

Para los cristianos ortodoxos el padrenuestro es el modelo de la oración cristiana. Para ellos la oración se divide en una invocación, siete peticiones y una glorificación. Estudian la oración según su contenido exterior y según su contenido interior.

### Contenido exterior
Por su contenido exterior, dividen la oración en tres partes: invocación, siete peticiones, y glorificación.
| Primera parte: Invocación | Padre nuestro, que estás en los Cielos, |
| Segunda parte: Peticiones | santificado sea tu nombre, venga tu Reino, hágase tu voluntad así en la tierra como en el cielo. El pan nuestro sustancial de cada día dánosle hoy, y perdónanos nuestras ofensas así como nosotros perdonamos a los que nos ofenden, y no nos dejes caer en la tentación, más líbranos del mal. |
| Glorificación             | Porque tuyo es el Reino, el poder y la gloria (por los siglos de los siglos). Amén |

 Esta versión fue establecida por Orígenes en su "Tratado sobre la oración"

### Contenido interior
Esta división sirve para explicar el padrenuestro de una manera más espiritual.
| Primera parte o principal: Invocación y peticiones para engrandecer y alabar a Dios | Padre nuestro, que estás en los Cielos, santificado sea tu nombre, venga tu Reino, hágase tu voluntad así en la tierra como en el cielo.  |
| Segunda parte: Necesidades corporales y espirituales                                | El pan nuestro sustancial de cada día dánosle hoy,                                                                                        |
| Tercera parte: Pecados personales                                                   | y perdónanos nuestras deudas así como nosotros perdonamos a nuestros deudores, y no nos dejes caer en la tentación, mas líbranos del mal. |

Primera parte: amor a Dios
- Invocación: un cristiano ortodoxo testifica que su verdadera patria no está en la tierra, sino en el cielo, al invocar al Padre de los Cielos.
- Santificado sea tu nombre: deben orar para que el nombre de Dios sea santificado, tanto en la vida personal de cada uno de los seres humanos, como en la historia humana; pero sobre todo con el testimonio de vida personal.
- Venga tu Reino. los ortodoxos piensan que la vida es una lucha constante entre dos principios: la luz y la oscuridad, la verdad y la falsedad, lo bueno y lo malo; se debe orar para que se produzca una victoria de la luz sobre las tinieblas y triunfe el Reino de Dios.
- Tercera petición: según la ortodoxia, la sabiduría real y la verdad de nuestra vida es someterse a la voluntad de Dios.

Segunda parte: sustento material y espiritual
- Abarca dos peticiones: El pan nuestro sustancial de cada día dánosle hoy. Trata de las necesidades corporales y espirituales. Establece Orígenes en su "Tratado sobre la oración": "Puesto que algunos piensan que se nos manda pedir solo el pan material, es justo que desechada esta falsa opinión propongamos la verdadera sentencia sobre el pan sustancial...el pan es Cristo. Procuráos no el alimento perecedero, sino el que permanece hasta la vida eterna, el que el Hijo del hombre os dará".

Tercera parte: peticiones sobre los pecados personales
- Quinta petición: Jesús manifiesta que Dios perdona los pecados de los hombres. La condición indispensable para que Dios perdone las faltas de sus hijos es que ellos perdonen las deudas que su prójimo tiene con ellos.
- Sexta y séptima petición: hablan de las causas del pecado. En la primera petición se ruega que se libere de incitaciones y tentaciones a los cristianos. En la última petición se pide que seamos liberados del influjo del maligno, de Satán.

## Interpretación de «deudas» en comparación con «ofensas»
En realidad, no hay duda sobre el sentido profundo de la oración: «Se trata tanto de las deudas como de las ofensas».
Sin embargo, según consideran algunos autores la traducción literal «así como nosotros perdonamos a nuestros deudores» de la versión tradicional latina "sicut et nos dimittimus debitoribus nostris", así como de la palabra griega original "opheilema" es una referencia directa al perdón de deudas monetarias, y que estaría relacionado con el mandato consignado en la Torá, que consistía en que tanto en los años sabáticos (cada siete años Deuteronomio 15:1-10), como durante el jubileo (cada cincuenta años Levítico) se hacía "remisión" de deudas. Según esta tesis Jesús en sus enseñanzas habría proclamado un gran jubileo, en alusión al jubileo del año 26 DC.
Como Wittermayer ha indicado, en la época de Jesús se debatía intensamente sobre la aplicación de esta norma de la Ley a la que se oponían los ricos, y en especial, los banqueros por temor a que se paralizara la economía Los acreedores se acogieron a una solución denominada «prosbul», del griego pros boulé o «acción formalizada ante el tribunal», mediante la cual se transfería la acreencia a una corte de justicia antes del año sabático y luego la corte la reintegraba al acreedor después del año sabático. Según el tratado Grittin de la Mishná, el rabino fariseo Hillel autorizó a los acreedores a practicar este procedimiento para evitar el perdón de las deudas monetarias. Así aún en los días de Jesús se seguían cobrando deudas que, según la Torá, debían haber expirado en los días del gran jubileo.
Diferentes círculos judíos rechazaron la burla al perdón de las deudas mediante el «prosbul». Es el caso de los esenios; en los Manuscritos del Mar Muerto se condenan repetidamente los «buscadores de interpretaciones fáciles», "celosos de la riqueza. Un siglo después, durante la rebelión contra el Imperio romano los zelotes pasaron a las vías de la acción directa: «prendieron fuego a todas las escrituras de los deudores y acreedores».
El debate sobre el perdón de las deudas que los deudores no podían pagar, era un tema público de primer orden. El teólogo André Trocmé considera que Jesús claramente relacionó el perdón de los pecados por gracia de Dios, con la decisión de las personas de perdonar a los demás las ofensas, incluidas las monetarias o materiales, es decir las deudas. Así lo expone Mateo 18:23-35, en la «parábola del siervo desalmado». En el Evangelio de Mateo 6, 12, todos los manuscritos griegos usan la forma correspondiente a las palabras «deuda» ὀφείλημα opheilema y «deudor» ὀφειλέτης opheiletes (ὀφείλεταις «a los deudores») y además el verbo «perdonar» ἀφίημι aphiemi, generalmente usado para la condonación de deudas monetarias o materiales y cuyo sustantivo ἄφεσις aphesis, es repetidamente usado por la Biblia griega o Septuaginta como traducción de יוֹבֵל «Jubileo» o «liberación» (v.g. Levítico). y por Lucas 4:18-19 para referirse a la «libertad» de los cautivos y «liberación» de los oprimidos, cuando Jesús proclama el «año de gracia del Señor», también en alusión a los Años Sabáticos y el Jubileo, pero sin que se refiera a su celebración legal cada 7 o 50 años, sino como realización de la promesa mesiánica a partir de «hoy» (Lucas 4:21).
Las diferentes versiones de la Vulgata, tradujeron en el padrenuestro en latín, debita (deuda) y debitoribus (deudores). Aunque en Mateo 6:14-15 Jesús habla de "ofensas" (παράπτωμα parapyoma), resulta extraño que después de dos mil años varias Iglesias resolvieran modificar al orar el versículo Mateo 6:12 y tratar de eliminar así la referencia explícita de Jesús al perdón de las deudas monetarias. De hecho la versión de Lucas 4:21 solicita el perdón de los pecados (αμαρτιας amartias), «porque también nosotros perdonamos a todo el que nos debe (οφειλοντι ofeilonti)». Ya Lucas 6:34-35 ha declarado que no es meritorio prestar a aquellos de quienes se espera recibir y ha reclamado la necesidad de «prestar sin esperar nada a cambio». 

El padrenuestro, como el Año sabático y el Jubileo, une la voluntad de Dios y el perdón de los pecados, al perdón de las deudas monetarias o materiales y a la ayuda desinteresada al necesitado. Justo a continuación de la oración del padrenuestro en el Evangelio de Lucas, Jesucristo dice lo siguiente:
"Les dijo también: ¿Quién de vosotros que tenga un amigo, va a él a medianoche y le dice: Amigo, préstame tres panes, porque un amigo mío ha venido a mí de viaje, y no tengo qué ponerle delante; y aquel, respondiendo desde adentro, le dice: No me molestes; la puerta ya está cerrada, y mis niños están conmigo en cama; no puedo levantarme, y dártelos? Os digo, que aunque no se levante a dárselos por ser su amigo, sin embargo por su importunidad se levantará y le dará todo lo que necesite. Y yo os digo: Pedid, y se os dará; buscad, y hallaréis; llamad, y se os abrirá. Porque todo aquel que pide, recibe; y el que busca, halla; y al que llama, se le abrirá. ¿Qué padre de vosotros, si su hijo le pide pan, le dará una piedra? ¿o si pescado, en lugar de pescado, le dará una serpiente? ¿O si le pide un huevo, le dará un escorpión? Pues si vosotros, siendo malos, sabéis dar buenas dádivas a vuestros hijos, ¿cuánto más vuestro Padre celestial dará el Espíritu Santo a los que se lo pidan?" (Lc 11, 5-13).
En dicho texto se ve claramente cómo se identifica el perdón de una deuda material («préstame tres panes») con el perdón de una ofensa espiritual («vuestro Padre celestial dará el Espíritu Santo»).

## Paralelismo en el judaísmo
Al igual que el cristianismo, el judaísmo y el islam son consideradas religiones monoteístas, ya creen en un solo dios, y abrahámicas, pues reconocen a Abraham o Abrahán como el «Padre de la fe».

### Judaísmo y la oraciónAbinu Malkenu
Abinu, Malkenu, literalmente en hebreo «padre nuestro, rey nuestro», son las primeras palabras y el nombre de una parte solemne de la liturgia judía tradicional que se recita especialmente durante los días penitenciales que van del año nuevo judío al día de la Expiación o Yom Kipur. Estas palabras proceden de pasajes bíblicos (Isa. lxiii. 16, lxiv. 8: «¡Nuestro Padre!» y también en la versión Itala de Tobit, xiii. 4, e Isa. xxxiii. 22: «Nuestro Rey»), ya se encontraban en la liturgia antigua en diversos contextos.
En su forma breve instituida por Rabi Akiva (sabio judío del siglo I y siglo II) en el Talmud (tratado de Taanit), se recita tras la oración principal o Amidá, antes del servicio de lectura de la Torá. Una traducción de su transcripción fonética en español se expone en la siguiente tabla:
| Transliteración Hebreo       | Español                                                   |
| Avinu malkenu                | padre nuestro, rey nuestro                                |
| chane-nu va-ane-nu           | agrácianos y respóndenos.                                 |
| avinu malkenu                | padre nuestro, rey nuestro                                |
| chane-nu va-ane-nu           | agrácianos y respóndenos                                  |
| ki eyn banu maa-sim          | porque no tenemos acciones (para pedir a cambio de ellas) |
| ase i manu                   | haz con nosotros                                          |
| asei i manu                  | haz con nosotros                                          |
| asei i manu tsdaka va chesed | haz con nosotros caridad y bondad                         |
| v`ho shieee-nu               | y sálvanos                                                |
| ki eyn banu maa-sim          | porque no tenemos acciones (para pedir a cambio de ellas) |
| ase i manu                   | haz con nosotros                                          |
| asei i manu                  | haz con nosotros                                          |
| asei i manu tsdaka va chesed | haz con nosotros caridad y bondad                         |
| v`ho shieee-nu               | y sálvanos                                                |

Para el rabino David ben Israel de la asociación Esh HaTorá está oración se relaciona con el padrenuestro cristiano.
Este punto de vista también es compartido por Yehuda Ribco, un polémico profesor de Secundaria de la Escuela Integral Hebreo Uruguaya, que se refiere al «idolátrico padre nuestro». Ribco indica que la oración básica y primordial es el Shema Israel (Escucha Israel), que la más completa en su estructura es la Amidá, y que la oración que se refiere a Dios como padre nuestro reiterativamente es el Avinu malkenu.
Sin embargo, para otros investigadores menos controvertidos el Abinu Malkeinu es sencillamente un reflejo de la tradicional figura metafórica de Dios como Padre.
El judaísmo tradicional, una de las diferentes corrientes contemporáneas, como explica Esh HaTorá, no acepta la condición mesiánica de Jesús de Nazaret, interpretando que no cumplió ni con las profecías mesiánicas ni con los requisitos de Mesías. También consideran que los versículos bíblicos referentes a Jesús son traducciones incorrectas y que se contradice la teología judía, cuya creencia está basada en una revelación nacional y no en la demostración de milagros.
No obstante, aunque el padrenuestro cristiano no manifiesta literalmente la creencia cristiana en la personificación de la figura del Mesías judío en Jesús de Nazaret, es una plegaria considerada por fuentes judías de referencia más bien como una oración de bella formulación comparable con el rito completo del Addish.

## En credos crísticos no nicenos
El término niceno se refiere a los grupos religiosos que se apegan a las conclusiones a las que llegó el concilio de Nicea I y que están resumidas en el símbolo niceno, lo que en el catecismo romano se conoce como la oración del credo. La posición de las Iglesias tradicionales (católica, ortodoxa, protestantes históricas) es que quien no se apega a las doctrinas que derivaron del histórico Concilio no es cristiano, por otro lado hay organizaciones religiosas que se proclaman como cristianas y en algunos casos afirman que cualquier otra religión fuera de la suya no tiene carácter cristiano. La realidad es que la opinión más difundida es la de las Iglesias tradicionales, aunque dichas organizaciones han llegado a plantear argumentos interesantes para defender su carácter de cristianas.
- Testigos de Jehová: Hacen énfasis en que Jesús se refiere a que el nombre de Dios bajo su forma de Jehová debe ser difundido cuando pide que se santifique el nombre del Padre; la petición «hágase tu voluntad en la tierra como en el cielo» ellos la interpretan como la obligación de los creyentes de seguir lo que ellos llaman la adoración verdadera, es decir, su forma de adorar a Dios y difundirla tanto como les sea posible. La interpretación del resto de la oración tiene bastantes puntos de coincidencia con el catolicismo y con el protestantismo.

- Judíos mesiánicos: es una corriente muy diversa, encontrándose también grupos protestantes de judíos mesiánicos. Su interpretación del padrenuestro se ajustaría al protestantismo o al catolicismo en cada caso. Por otro lado, hay grupos dentro de esta corriente que rompen con lo estipulado en Nicea, como los autodenominados natzratim, que niegan la divinidad del «mesías y hacen énfasis en traducir la oración al hebreo o al arameo, puesto que Yeshúa de Nazaret era judío y conocía las lenguas aramea y hebrea.

## Como referencia de la lengua

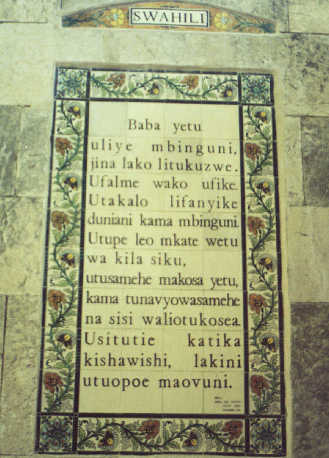
Padrenuestro en suajili.

Véase también: padre nuestro en International Wikisource. Para leer el texto de la oración en diversos idiomas.
La mayoría de las lenguas vierten el nombre de esta oración con las palabras equivalentes a «padre nuestro», aunque también en muchas lenguas se le nombra con el equivalente a «oración del Señor» como es el caso del inglés.

### Comparación de lenguas a partir del padrenuestro
Un ejemplo de la importancia de la oración de Jesús de Nazaret es que desde la publicación de las Mitrídates, título común para libros que contuvieran muestras de textos en varios lenguajes, diferentes traducciones de esta oración cristiana fueron utilizadas para comparar idiomas de manera sencilla y rápida.
A continuación se presenta una tabla esquemática que compara los nombres de la oración en algunos idiomas agrupándolos por familias lingüísticas.
- Familia de lenguas afroasiáticas

| Lenguas semíticas |        |               |                 |              |
| Idioma español    | Arameo | Hebreo        | Árabe           | Siríaco      |
| padre nuestro     | Abwoon | Avinu (אבינו) | Aba-na ( أبانا) | Abwoon (ܐܒܘ) |

Jesús de Nazaret vivió en un mundo semita, por tanto él mismo hablaba una o varias de estas lenguas; debe notarse que en estas lenguas la palabra Padre tiene un origen común que es Ab y se añade al final de esta palabra la preposición para indicar pertenencia.
- Familia de lenguas indoeuropeas

| Lenguas germánicas |            |                            |            |           |           |                         |
| Español            | Alemán     | Inglés                     | Neerlandés | Afrikaans | Danés     | Sueco                   |
| padre nuestro      | Vaterunser | Our Father (Lord's Prayer) | Onze Vader | Ons Vader | Fader Vor | Fader Vår (Herrens Bön) |

En el caso de las lenguas germánicas, debe notarse que la palabra Padre se pronuncia más o menos igual en todas como «fader», que comparte la misma raíz indoeuropea que el griego o las lenguas romances.
| Lenguas romances |              |            |             |          |           |              |
| Español          | Italiano     | Francés    | Catalán     | Gallego  | Portugués | Rumano       |
| padre nuestro    | Padre Nostro | Notre Père | Pare Nostre | Noso Pai | Pai Nosso | Tatăl Nostru |

El origen del nombre de la oración es el latín Pater noster. La palabra latina pater tiene la misma raíz indoeuropea que el griego (Pater hemon) y las lenguas germánicas, pero a su vez el latín dio origen a idiomas completamente nuevos que formaron la familia de las lenguas romances.
| Lenguas eslavas |            |          |          |          |          |           |          |
| Español         | Polaco     | Checo    | Eslovaco | Esloveno | Búlgaro  | Ucraniano | Ruso     |
| padre nuestro   | Ojcze Nasz | Otče Náš | Otče Náš | Oče Naš  | Отче наш | Отче наш  | Отче наш |

En el caso de las lenguas eslavas, debe notarse que la palabra nuestro se pronuncia más o menos igual en todas como «nash», que comparte la misma raíz indoeuropea que el griego o las lenguas romances.

### Rasgos particulares de la oración en español

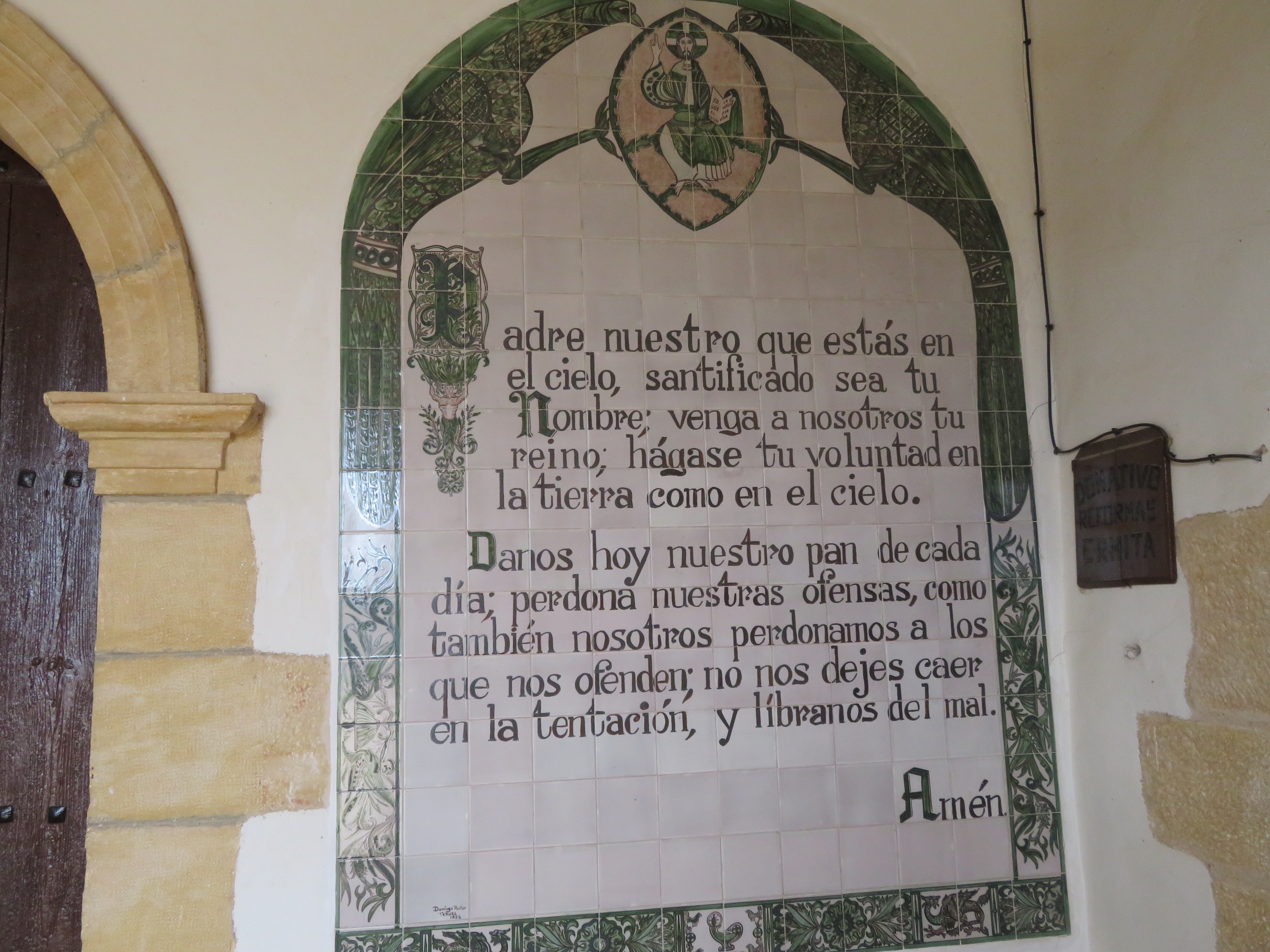
El Padre Nuestro, oración dispuesta sobre un retablo de azulejos, en la ermita de San José, perteneciente al municipio de Belmonte-Bellmunt de Mesquí (Teruel).

Una de las principales y más notorias diferencias entre la oración en español y otras traducciones es la fórmula Venga a nosotros tu Reino. Las palabras a nosotros fueron añadidas a la oración en español para evitar la ambigüedad de "venga" (tercera persona del presente del modo subjuntivo del verbo "venir") con "venga" (imperativo singular del verbo "vengar") [cita requerida]; compárese con el original griego «elthetō hē basileia sou» que se traduce como llegue tu reinado, o con la versión en latín «adveniat regnum tuum» que se lee en nuestra lengua venga tu reino. En lenguas modernas compárese con el inglés «Thy kingdom come» que quiere decir venga tu reino. La mayoría de las traducciones modernas de la Biblia al español han retirado el sintagma a nosotros de este texto. Sin embargo, la versión original en español que dice "venga a nosotros tu reino.." es similar a la usada por la Iglesia ortodoxa rusa (véase arriba). Ambas podrían derivar, a su vez, de una versión alternativa de esta frase dada en el Evangelio de Lucas 11, 2 en griego (..ἐφ ἡμᾶς ἐλθέτω σου ἡ βασιλεία....) que en inglés se interpreta como "... let thine kingdom come upon us...", frase que guarda una gran similitud con la versión tradicional en español.
En la quinta petición: perdona nuestras ofensas como nosotros perdonamos a los que nos ofenden, en la versión española se cambió el término deudas («opheilēmata» en el original griego, «debita» en latín, «debiti» en la oración italiana, «debts» en inglés), por el término ofensas («ofensas» en las versiones en portugués y gallego, «offenses» en francés, etc.). Este cambio apareja consecuencias teológicas no leves: En efecto, enseña el Catecismo Mayor que nuestros pecados se constituyen en verdaderas deudas que contraemos con Dios, destinatario final de nuestras transgresiones. Estas se componen de dos elementos: la ofensa que el pecador infiere a Dios y la pena a la que se hace acreedor como consecuencia.

### Diferencias con el texto griego compartidas por otras traducciones
En lo referente a la llamada cuarta petición; danos hoy nuestro pan de cada día, desde las primeras traducciones ha sido difícil interpretar la palabra griega ἐπιούσιον «epiousion». Tradicionalmente fue traducida como "cotidiano" o "diario" y más recientemente "de cada día" o "necesario para la subsistencia". Jerónimo en la Vulgata la tradujo como "supersustancial" en el Evangelio de Mateo y como "cotidiano" el texto que corresponde en el Evangelio de Lucas.

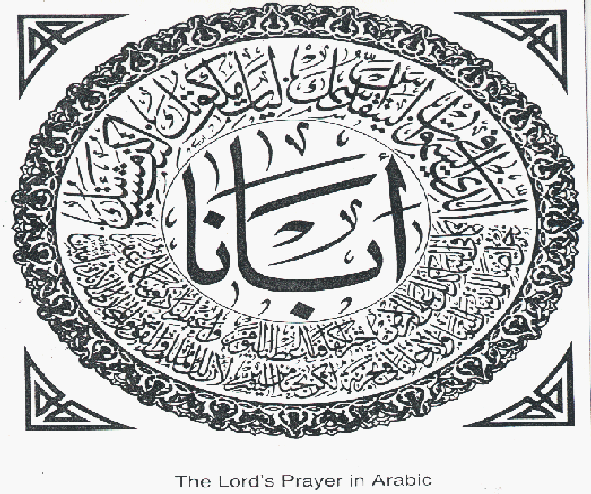
Caligrafía árabe del padrenuestro o أبانا (Abana).

La oración dominical está basada en el texto de Mateo que aparece en la Vulgata, solo que la liturgia latina cambió la palabra supersustancial por el término cotidiano. Jerónimo conocía el llamado Evangelio de los hebreos (escrito en arameo) en el cual la palabra «epiousion» (que significa algo así como "mañanero", "del mañana") corresponde a la palabra «mahar» (mañana en arameo). Por tanto esta petición debería traducirse como «nuestro pan del mañana dánoslo hoy». Al traducirse así, la oración alude al "alimento que permanece para la vida eterna" y no simplemente al pan perecedero (Juan 6:26-27,35-36) y lo que se pide es la comunión de la comunidad cristiana que anticipa y espera el banquete de la vida futura. Así los Padres de la Iglesia aplican este texto al pan eucarístico.
Danos hoy nuestro pan cotidiano. Traducen de acuerdo a la Vulgata, danos hoy nuestro pan cotidiano, varias versiones como: la francesa, «notre pain quotidien»; la italiana, «nostro pane quotidiano»; la inglesa, «Give us this day our daily bread»; la española, «nuestro pan de cada día», etc.
Nuestro pan del mañana dánoslo hoy. El idioma copto es actualmente una lengua muerta que se utiliza solamente en la liturgia de la Iglesia Copta (de Egipto). Esta Iglesia cuenta con traducciones del evangelio que fueron hechas en tiempos cercanos a los del cristianismo primitivo. Los coptos traducen en la cuarta petición del padrenuestro: nuestro pan del mañana dánoslo hoy. Los egipcios cristianos hacen su rezo cotidiano en árabe y en esta petición dicen «hubzaná kafáfaná a 'iná l-yawmá»; esta frase es una traducción del copto al árabe donde se refiere al pan del mañana. Esta traducción del padrenuestro al árabe por lo tanto es de las más fieles al griego en que fueron escritos los evangelios.
Agregado: «júbzana kafáfana a'tina l-iaum» en árabe habla de nuestro pan "suficiente" o "necesario", y no habla realmente del pan del mañana («Kafi» = suficiente; «Kafaf» = suficiencia).

## Usos no religiosos

### Sátira política

Durante la segunda mitad del siglo XVII, la creciente contestación a la dominación española en América se manifestó frecuentemente mediante la sátira política especialmente dirigida contra la institución católica del Tribunal del Santo Oficio de la Inquisición. La consecutiva represión que incrementó el descontento y el ejemplo de los revolucionarios franceses, provocaron una escalada en el empleo de la sátira que se extendió al ámbito de la liturgia religiosa dando origen al uso de la «oración pervertida». En este contexto, en 1799 se desarrolló en Nueva España un proceso con motivo de los autos formados por «unos versos que se denunciaron contra los gachupines glosando en ellos la oración El padre nuestro». Francisco Miranda y Pablo González Casanova recogen esa versión del «padre nuestro de los Gachupines» en su antología Sátira anónima del siglo XVIII. Para la investigadora María Águeda Méndez, este uso del padrenuestro es un ejemplo de ritual invertido en el cual «el que ha sido vehículo de culto divino se ha vuelto un discurso que se emplea para atacar o halagar a los mortales y para trastornar ordenamientos políticos y sociales».

### Cultura popular
- La expresión «padre nuestro» está contenida en numerosas obras literarias de autores creyentes y no creyentes. Poemas de Gloria Fuertes o Pablo Neruda,[56] entre otros, recurren al nombre o a la estructura de la oración como inspiración para sus composiciones.
- El poema Los motivos del lobo del poeta nicaragüense Rubén Darío, publicado en Mundial Magazine en 1913,[57] se inspiró en el capítulo ⅩⅩⅠ de las Florecillas de San Francisco, que narra la conversión del lobo de Gubbio por parte de Francisco de Asís. El poema finaliza con la frase: «El viento del bosque llevó su oración, que era: "padre nuestro que estas en los cielos..."».[57]
- La película Padre nuestro (1985), dirigida por Francisco Regueiro y con argumento sobre el mundo eclesiástico, fue premiada con el Grand Prix des Amériques en el festival de cine de Montreal.
- El cantautor español José Riaza lanzó en su álbum Cualquier tiempo pasado (2014) una nueva versión compuesta por Ramiro Ramírez.